# Deynekoïta
La deynekoïta és un mineral de la classe dels fosfats que pertany al supergrup de la cerita.

## Característiques
La deynekoïta és un fosfat de fórmula química Ca₉Fe³⁺(PO₄)₇. Va ser aprovada com a espècie vàlida per l'Associació Mineralògica Internacional l'any 2022, i publicada en el mes de setembre de l'any següent. Cristal·litza en el sistema trigonal.
L'exemplar que va servir per a determinar l'espècie, el que es coneix com a material tipus, es troba conservat a les col·leccions del Museu Mineralògic Fersmann, de l'Acadèmia de Ciències de Rússia, a Moscou (Rússia), amb el número de registre: 5791/1.

## Formació i jaciments
Va ser descoberta al complex Daba-Siwaqa, dins la Governació d'Amman (Jordània), l'únic indret de tot el planeta on ha estat descrita aquesta espècie mineral.